# Gentiana futtereri
Gentiana futtereri är en gentianaväxtart som beskrevs av Friedrich Ludwig Diels och Gilg. Gentiana futtereri ingår i släktet gentianor, och familjen gentianaväxter. Inga underarter finns listade i Catalogue of Life.